# Kathryn Joosten
Kathryn Joosten (Eustis, Florida, 20 de diciembre de 1939 - Westlake Village, California, 2 de junio de 2012) fue una actriz estadounidense.
Sus comienzos en la vida artística fueron tardíos, ya que hasta la década de 1980 ejerció la enfermería. Tras estudiar arte dramático en Chicago, en 1995 se instala en Los Ángeles, donde desarrolla su carrera interpretativa sobre todo en televisión.
Comenzó a destacar en la serie The West Wing, en la que, entre 1999 y 2001 interpretó a Miss Landingham, la secretaria del personaje interpretado por Martin Sheen.
Se hizo conocida por participar regularmente de la serie Desperate Housewives (en España, Mujeres Desesperadas, y en Latinoamérica, Esposas Desesperadas o Amas de casa desesperadas), como Karen MCluskey.
En 2009 hizo un participación especial en la película Alvin y las ardillas 2 (Alvin and the Chipmunks: The Squeakquel).
También tuvo una actuación especial en la famosa serie Malcom in the Middle, en un capítulo de la temporada 7 llamado "Malcom defiende a Reese", dónde interpreta a Claire.
Falleció el 1 de junio de 2012 como resultado de cáncer de pulmón.